# 罗伯特·米尔斯 (赛艇运动员)
罗伯特·米尔斯（英語：Robert Mills，1957年12月9日—），加拿大男子赛艇运动员。他曾代表加拿大参加1984年和1988年夏季奥林匹克运动会赛艇比赛，其中1984年奥运会获得一枚铜牌。